# 투 웜 더즈 더 월드 빌롱?
투 웜 더즈 더 월드 빌롱?(Kuhle Wampe oder: Wem gehort die Welt?, To Whom Does the World Belong?)은 독일에서 제작된 슬라탄 두도우 감독의 1932년 드라마 영화이다. 헤르타 티엘 등이 주연으로 출연하였다.

## 출연

### 주연
- 헤르타 티엘
- 언스트 부쉬
- 마샤 울터
- 아돌프 피셔